# حاسي بركان
جماعة حاسي بركان جماعة قروية تابعة لقبيلة آيت بويحيي الريفية الأمازيغية بإقليم الناظور وتتموقع في جنوب شرق هذا الإقليم في شمال المغرب. تحد شمالا بجماعة اولاد ستوت وجماعة بني وكيل اولاد محند، ومن الشرق تحد بواد ملوية وإقليم تاوريرت، أما غربا فتحد بجماعة أفسو وجماعة تيزضوضين التابعتين مثلها لنفس القبيلة. يبلغ عدد سكان الجماعة حوالي 8113 نسمة حسب إحصاء سنة 2004.

## التقسيم الإداري
من بين القرى والدواوير المكونة لجماعة حاسي بركان نجد:
- آيت عثمان
- إبركانن اجرابعة